# Hangar 18
Pour les articles homonymes, voir Hangar (homonymie).
Singles de Megadeth
Holy Wars... The Punishment Due
(1990) Symphony of Destruction
(1992)
Hangar 18 est une chanson du groupe de Thrash metal Megadeth parue sur l'album Rust in Peace en 1990. Elle traite des théories de la conspiration d'OVNIs. Hangar 18 est situé à Wright-Patterson Air Force Base près de Dayton dans l'Ohio, supposant qu'un OVNI ait été transporté à Roswell en 1947.
La chanson a des similitudes avec le titre de Metallica The Call of Ktulu auquel Dave Mustaine a contribué avant qu'il ne soit renvoyé du groupe. Le single atteint la 25e place aux Irish Singles Chart et la 26e place au UK Singles Chart.
C'est le deuxième single issu de l'album. Nick Menza est à l'origine de cette chanson, où sont évoqués la Zone 51 et le Hangar 18, le batteur s'inspirant du film du même nom. Selon Menza, le Hangar 18 serait une base militaire qui recèlerait des artéfacts et des créatures extraterrestres. Mustaine fait remarquer que « l'idée se basait sur un endroit dans un état du quatrième coin américain ... Un lieu où l'on abrite du matériel et des créatures extraterrestres. Ce n'est pas comme si j'y adhérais, mais Nick est à fond dedans ». Dans la chanson, on y prétend que le Hangar 18 renferme une salle d'ordinateurs depuis laquelle on contrôle le monde, ainsi que des instruments permettant d'observer les étoiles. La chanson a une structure particulière, notamment parce que la partie chantée n'est que très courte. En effet, après les deux couplets récités par Mustaine, s'ensuit un duel de guitares mémorable pendant lequel Mustaine et Friedman enchaînent solo sur solo.
Une suite à cette chanson intitulée Return to Hangar a été publiée sur le neuvième album studio de Megadeth The World Needs a Hero. En septembre 1991, Megadeth joue au Foundations Forum et remporte des récompenses pour Hangar 18 et pour Rust in Peace. Hanger 18 a été nommé pour la 34e édition des Grammy Awards dans la catégorie « Meilleure prestation metal » en 1992.
Hangar 18 figure dans les jeux suivants:
- Guitar Hero II sur PlayStation 2 & Xbox 360
- Rock Band 2 (en téléchargement)
- Guitar Hero 5 (en téléchargement)
- Rocksmith (en téléchargement)

## Composition du groupe
- Dave Mustaine – Chants, Guitare Rythmique & Guitare Solo
- David Ellefson – Basse
- Marty Friedman – Guitare Rythmique & Guitare Solo
- Nick Menza – Batterie

## Liste des titres
| 1. | Hangar 18 (AOR Edit)   | Dave Mustaine | Dave Mustaine                 | 3:17 |
| 2. | Hangar 18 (LP Version) | Dave Mustaine | Dave Mustaine                 | 5:14 |
| 3. | The Conjuring (live)   | Dave Mustaine | Dave Mustaine                 | 5:06 |
| 4. | Hook In Mouth (live)   | Dave Mustaine | Dave Mustaine, David Ellefson | 4:28 |

| A. | Hangar 18 ((MJ12 Edit))                         | Dave Mustaine | 3:15 |
| B. | The Conjuring (live (Wembley Stadium 14 10 90)) | Dave Mustaine | 5:02 |

## Format
| Année | Pays        | Format          | Catalogue     | Label           |
| ----- | ----------- | --------------- | ------------- | --------------- |
| 1990  | États-Unis  | CD              | C2 15662      | Capitol Records |
| 1990  | Royaume-Uni | Vinyle 7"       | CLS 604       | Capitol Records |
| 1990  | États-Unis  | CD (promo)      | DPRO-79462    | Capitol Records |
| 1991  | Royaume-Uni | Vinyle 12"      | 12CLG 604     | Capitol Records |
| 1991  | États-Unis  | Picture-disc 7" | CLPD 604      | Capitol Records |
| 1991  | Pays-Bas    | CD (maxi)       | 560-20 4222 2 | EMI Electrola   |
| 1991  | Royaume-Uni | CD              | CDCL 604      | Capitol Records |